# Bartošovice
Bartošovice là một đô thị ở huyện Nový Jičín trong vùng Moravia-Silesia của Cộng hòa Séc. Đô thị này có diện tích 24,14 km² và dân số năm 2006 là 1618 người.